# Kaspar Hauser
Pour les articles homonymes, voir Hauser.
Caspar ou Kaspar Hauser (né le 30 avril 1812 (?) et mort le 17 décembre 1833) — dont le prénom est parfois traduit en Gaspard, entre autres par Verlaine — est un orphelin célèbre du XIXe siècle. 
Ses origines obscures, sa première apparition publique et confuse à l'adolescence, son décès mystérieux ont intéressé criminologues, historiens et artistes européens à travers le temps.

## L'orphelin de l'Europe

### Apparition

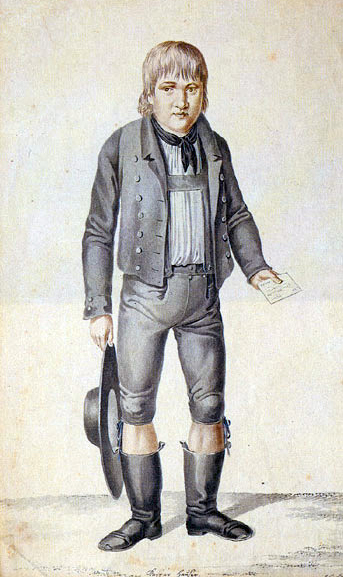
Kaspar Hauser, habillé en veste grise sous un gilet de toile, une écharpe de soie noire, culotte longue et demi-bottes usées, avec à la main un grand chapeau de feutre typique des paysans bavarois, selon un dessin contemporain de Johann Georg Laminit (1775–1848).

Le 26 mai 1828 à Nuremberg, en Bavière, un lundi de Pentecôte, deux artisans sortant d'une taverne, le cordonnier Weissman et le maître bottier Beck voient venir de la rue de la Fosse-des-Ours un jeune adolescent : c'est ainsi qu'apparaît, en ce lundi de Pentecôte, Kaspar Hauser, épuisé, titubant, gesticulant et grognant de façon incompréhensible.
Le jeune homme tient à la main une lettre adressée au « commandant en chef du 4e escadron du 6e régiment de chevau-légers », qui est à l'époque le capitaine von Wessnich. La lettre précise que le père de Kaspar aurait appartenu à ce régiment ; un autre billet, joint à cette lettre, le déclare « né le 30 avril 1812 ». Les deux artisans l'emmènent au poste de garde du régiment où on leur indique le domicile du commandant.
Le capitaine von Wessnich lit les deux messages censés être écrits à seize ans d'intervalle. Le premier, écrit en lettres gothiques, aurait prétendument été écrit par l'homme qui a élevé Kaspar : « Ce garçon m'a été confié en 1812, le 7 octobre, et je suis moi-même un pauvre journalier, j'ai moi-même dix enfants, j'ai moi-même assez de peine à me tirer d'affaire, et sa mère m'a confié l'enfant pour son éducation. » Quant au second billet, écrit en lettres romaines, on le croyait écrit par la mère de Kaspar. Ce second billet précise la date de naissance du jeune homme et contient une requête  : « Si vous l'élevez, son père a été un chevau-léger. Quand il aura 17 ans, envoyez-le à Nuremberg au 6e régiment de Schowilsche. Là aussi son père a été. » Cependant le capitaine von Wessnich remarque que les deux billets sont écrits de la même main sur le même papier, avec la même encre et, suspectant un coup monté, place l'adolescent en détention.
Les seuls mots qu'est capable de prononcer le jeune homme sont : « Cavalier veux comme père était. » Il sait écrire son nom, se tient correctement et il est propre. Selon Jakob Wassermann, il est ainsi incorrect de présenter Kaspar Hauser comme un enfant sauvage.
Kaspar est ainsi jeté en prison où il reste pendant deux mois. Convaincu de sa sincérité, son geôlier Andreas Hiltel le recueille dans son appartement de fonction. Le bourgmestre de Nuremberg Jakob Friedrich Binder finit par le prendre sous son aile, et parvient à le faire parler. Kaspar lui révèle alors qu'il aurait vécu dans un réduit sombre, dormi sur la terre battue ou la paille sans jamais voir personne ; il avait reçu la visite d'un homme vêtu de noir qui lui avait appris à marcher et à écrire son nom. Plus tard, cet homme l'aurait conduit en vue de Nuremberg et l'y aurait abandonné, avec cette enveloppe contenant les deux billets. Binder est convaincu que Kaspar a été caché parce qu'il est le rejeton gênant d'une grande famille. 

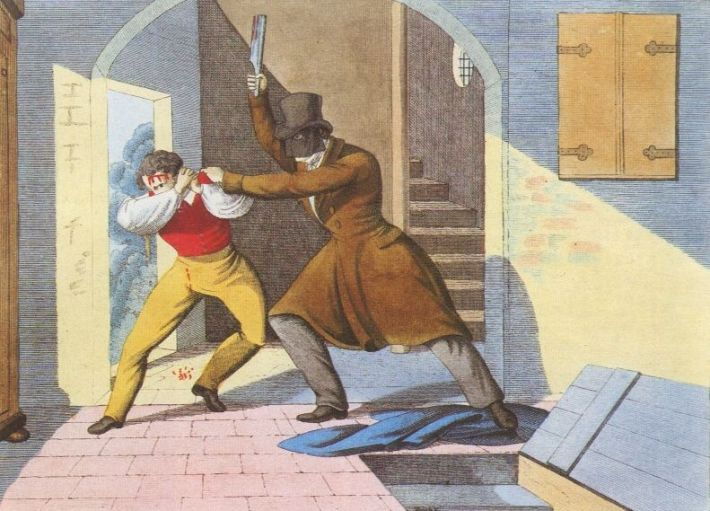
Gravure représentant la tentative d'assassinat du 17 octobre 1829, selon le témoignage de Kaspar Hauser.

L'histoire fait dès lors le tour des journaux qui surnomment Kaspar « l'orphelin de l'Europe ». Des rumeurs commencent à circuler sur son allure noble et les traits de son visage. 
Binder pensionne le professeur et philosophe Georg Friedrich Daumer pour qu'il l'héberge, lui apprenne à lire et à écrire, à jouer du clavecin. Kaspar est victime d'une attaque par un homme qui le blesse au front le 17 octobre 1829, attentat qui relance les rumeurs : le récit de la naissance noble de l'adolescent se forge peu à peu. Des rumeurs propagent l'idée que la famille morganatique du grand-duc Charles II de Bade aurait tenté, pour hériter du Grand-duché de Bade, de se débarrasser du prince héritier, né en 1812 et mort deux semaines après sa naissance dans des conditions mystérieuses. Dans ce cas, Kaspar serait le fils de Charles et de son épouse Stéphanie de Beauharnais mais également le neveu de la reine douairière de Bavière, Caroline de Bade. 
Le roi Louis Ier de Bavière lui procure une protection policière. Il est hébergé chez un conseiller municipal de Biberbach, lorsqu'il est victime le 3 avril 1830 d'un autre attentat au pistolet, mais les policiers mettent celui-ci en doute et soupçonnent une mise en scène. Il est confié au baron von Tucher avant que le comte Stanhope organise son quatrième foyer d'accueil auprès de l'instituteur Johann Georg Meyer à Ansbach. Lord Stanhope, après enquête, en vient à croire que Kaspar serait d'origine hongroise, ce qui ne sera pourtant jamais confirmé.

### Mort

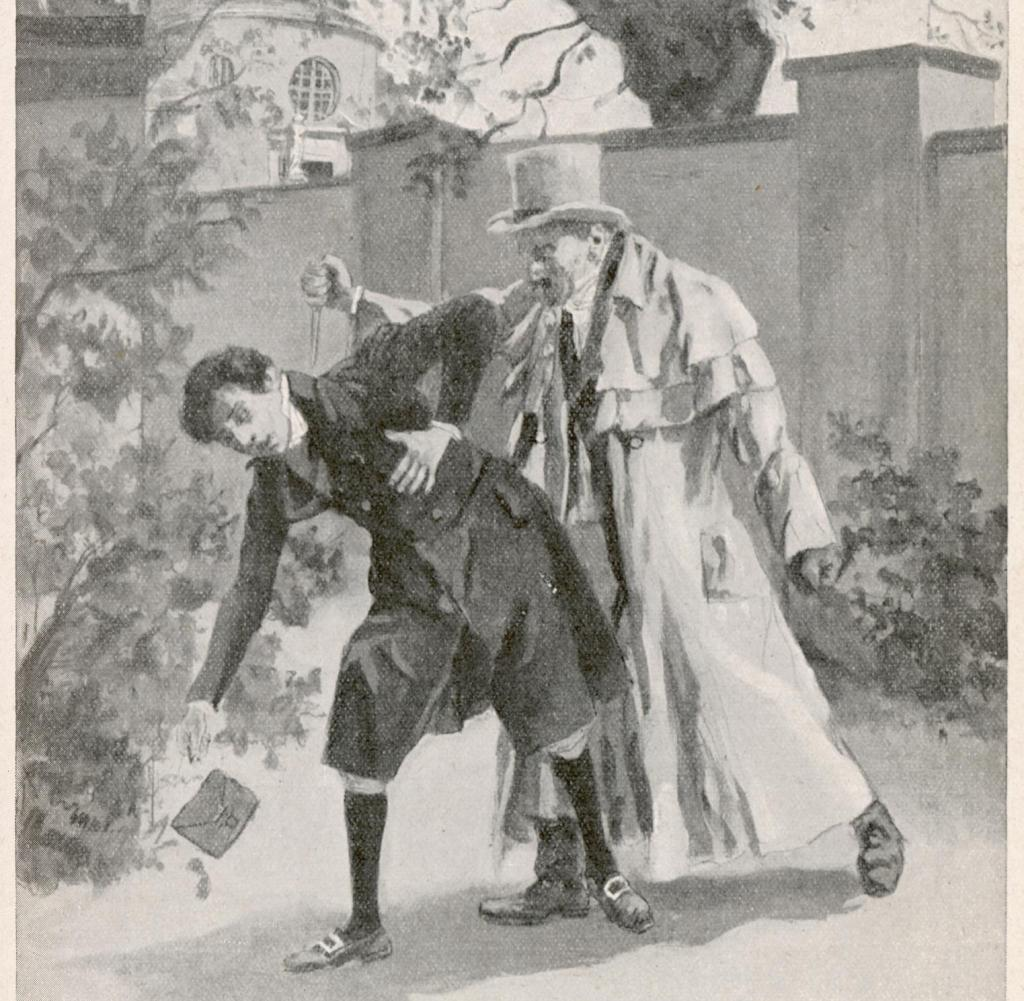
Représentation de l'assassinat de Kaspar Hauser.

Kaspar est, selon sa propre version, attiré dans la nuit du 14 décembre 1833 dans le parc du château d'Ansbach, en Franconie bavaroise, par un mystérieux individu qui l'aurait entraîné en lui tendant une bourse puis poignardé. Un policier retrouve la bourse en soie rose dans le parc. Elle contient un petit papier plié en quatre dont le message écrit à l'envers n'est lisible que dans un miroir : « Hauser pourra vous donner au juste mon signalement, et vous dire qui je suis. Mais pour en épargner la peine à Hauser, je souhaite vous dire moi-même d'où je viens. Je viens de la frontière de Bavière… près de la rivière… Je souhaite même vous dire aussi mon nom : M. L. Ö. » Kaspar meurt trois jours plus tard. Le médecin qui l'a examiné conclut qu’il s'est infligé lui-même les blessures dont il est mort.
À l'emplacement de l'attentat, une stèle indique : Hic occultus occulto occisus est (« Ici, un inconnu fut assassiné par un inconnu »). 

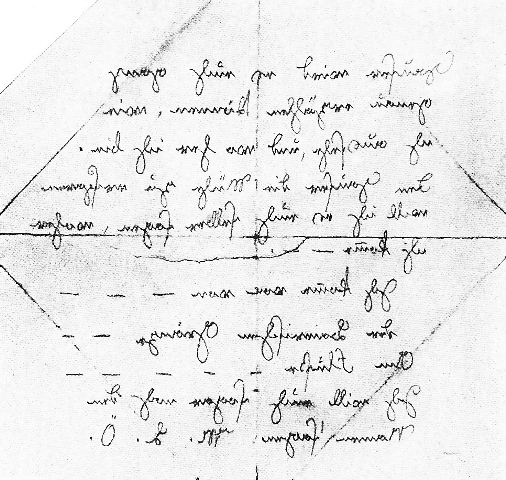
Le message trouvé dans la bourse (l'original a disparu en 1945).
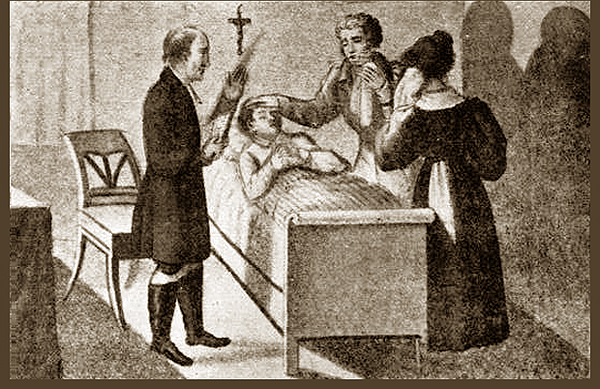
Représentation de la prière au chevet du défunt Kaspar Hauser, XIXe siècle.
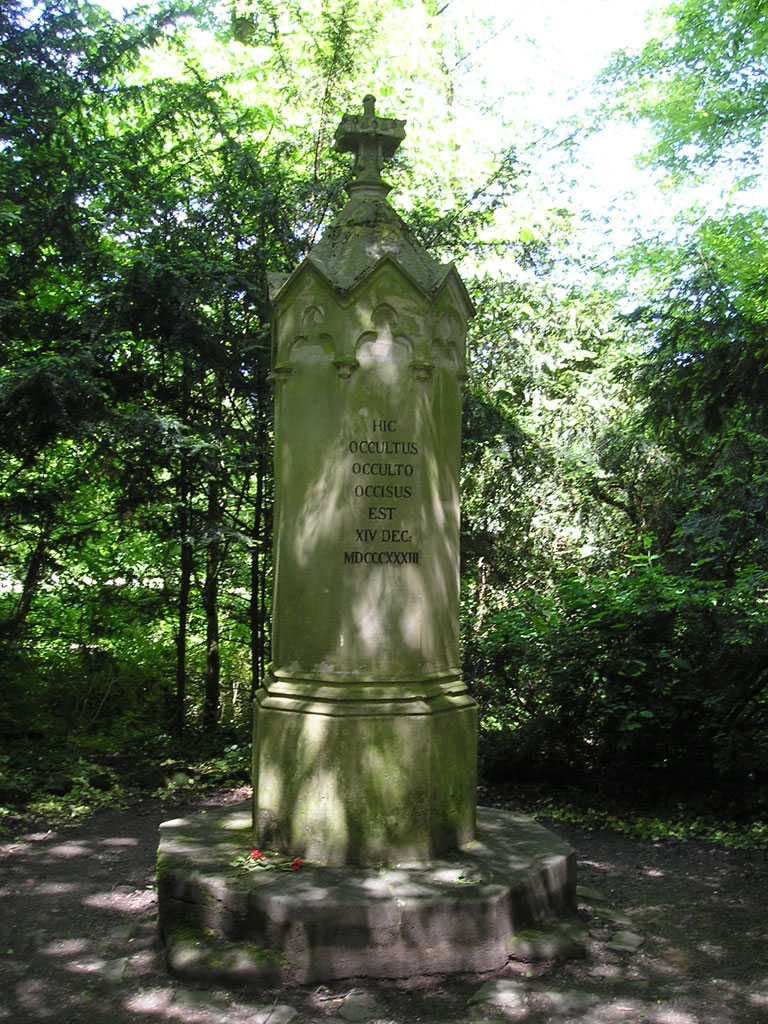
Stèle de Kaspar Hauser sur le site de sa mort dans le parc du château d'Ansbach.
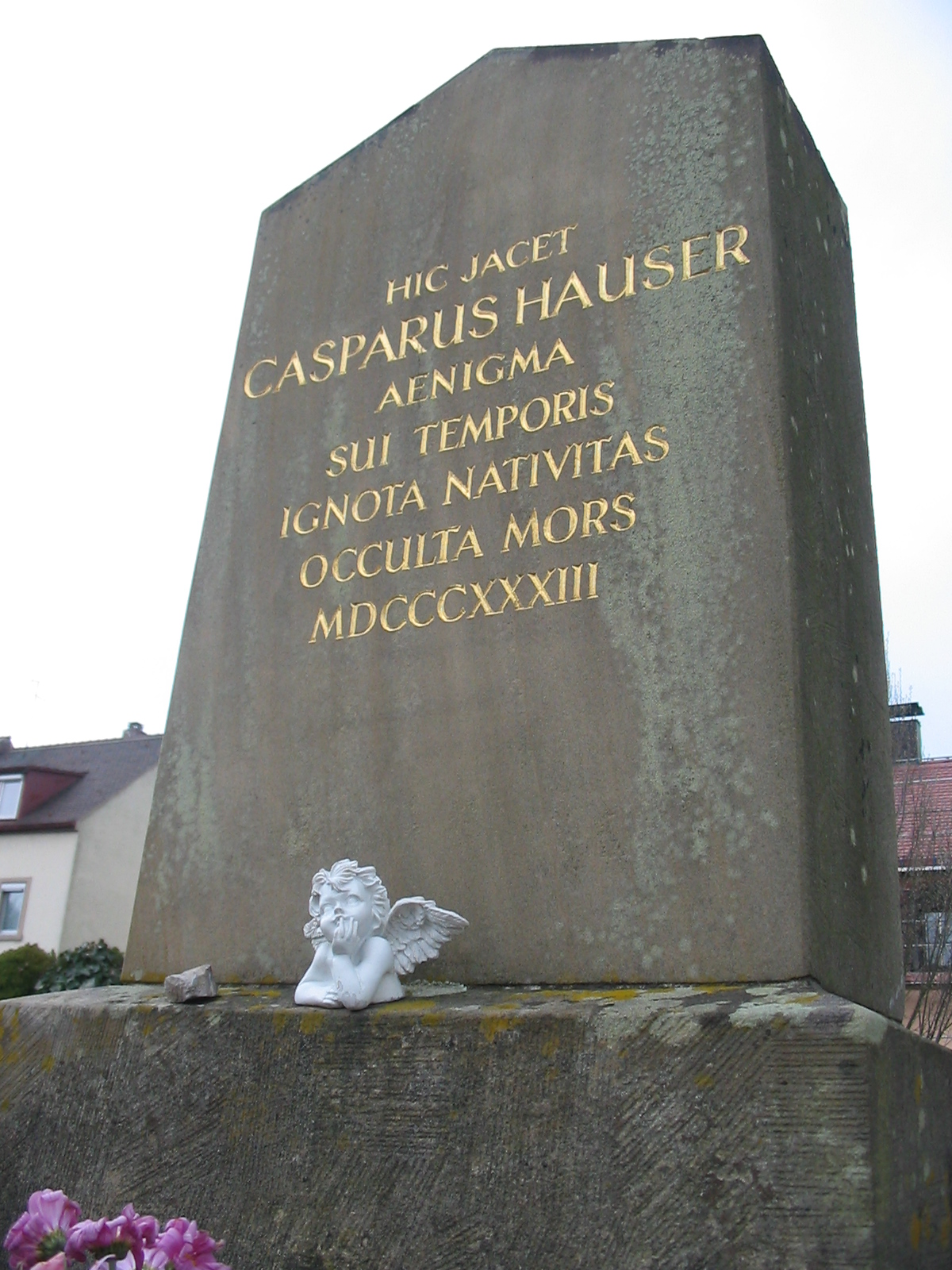
Tombe de Kaspar Hauser.

## L'énigme
Alerté par la rumeur, le chevalier de la couronne de Bavière et de Wurtemberg, Paul Johann Anselm von Feuerbach, criminaliste, arrive le 11 juillet 1828 et rencontre Kaspar Hauser. Feuerbach est le premier à émettre officiellement l'hypothèse qu'il pouvait s'agir du fils de Stéphanie de Beauharnais. Il meurt en 1833.

### Le prince héritier de Bade?

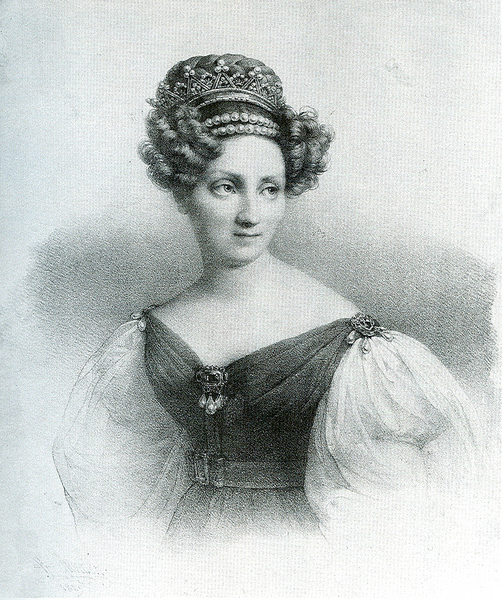
La grande-duchesse douairière Stéphanie (vers 1830)

Le grand-duc Charles Ier de Bade s'était marié deux fois. De sa première union avec une princesse de Hesse étaient nés trois fils dynastes dont seul l'aîné eut une descendance. Du second mariage avec une jeune fille noble mais non princesse, qui reçut le titre de comtesse de Hochberg, le grand-duc eut une descendance "morganatique" qui portait les noms et titres de sa mère mais n'était pas membre de la dynastie et ne pouvait succéder au trône. Le grand-duc mourut en 1811. Son fils aîné étant mort accidentellement en 1801, c'est son petit-fils qui lui succéda sous le nom de Charles II. 
Le jeune souverain avait été marié à Stéphanie de Beauharnais, une nièce du premier mari de l'impératrice des Français, adoptée précipitamment par l'empereur Napoléon qui en avait fait une princesse impériale. Un tel mariage ne pouvait que déplaire aux dynasties séculaires qui régnaient sur l'Europe y compris en Bade. Le couple eût 5 enfants dont deux fils qui moururent au berceau ce qui obérait la succession du grand-duché. En 1817, sans descendance mâle survivante et proche de sa fin, le grand-duc Charles II de Bade avait déclaré ses grands-oncles Hochberg dynastes. Il mourut en 1818.
Sa veuve, la grande-duchesse douairière Stéphanie se persuade que, la nuit où son fils aîné a été donné pour mort, la comtesse de Hochberg l'aurait enlevé pour lui substituer l'enfant d'un de ses ouvriers, que quelqu'un aurait drogué à l'en faire mourir, que là est la raison pour laquelle, on ne lui a pas permis de voir le corps de son enfant décédé. Plus tard, alors que Kaspar était hébergé à Ansbach, elle s'y rend secrètement pour l'y apercevoir et en revient persuadée qu'il est bien son fils mais n'en dit mot.

#### Analyses ADN
Une recherche d'ADN réalisée en 1996, financée par l'hebdomadaire Der Spiegel, et comparant l'ADN de Kaspar qui aurait été prélevé sur la chemise tachée de sang qu'il portait le jour de son assassinat, avec celui de deux descendantes de la maison de Bade, n'a pas révélé la moindre similitude. D'autres chercheurs ont contesté ces résultats, considérant que le vêtement taché de sang ne serait pas celui porté par Kaspar Hauser. Ainsi, en 2002, des analyses de l'ADN prélevés sur six cheveux de Kaspar Hauser ont été réalisées à l'Institut de médecine légale de Münster sous la direction du Pr. B. Brinkmann, et ont abouti à des résultats contraires, suggérant l'appartenance de Kaspar Hauser à la famille régnante de Bade. Cependant, une dernière analyse, réalisée en 2024, a conclu que le sang prélevé sur la chemise et les cheveux appartenaient bien au même individu, qui n'était pas apparenté à la maison de Bade. 
De son côté, la maison princière de Bade s'est toujours refusée à laisser analyser les ossements du fils de Charles et Stéphanie de Bade enterré dans la crypte familiale de l'église Saint-Michel du château de Pforzheim.

## Dans la culture

### Littérature
Plus de 300 livres et 1 500 articles de presse ont été publiés sur ce sujet. Le cas Kaspar Hauser a inspiré de nombreux auteurs, dont le premier fut Paul Johann Anselm von Feuerbach qui contribua à en asseoir le mystère, prolongé, au début du XXe siècle par Wasserman.
- Paul Johann Anselm von Feuerbach, Kaspar Hauser, Beispiel eines Verbrechens am Seelenleben des Menschen, Ansbach, J. M. Dollfuss, 1832.
- Anicet Bourgeois, Adolphe d'Ennery, Gaspard Hauser. Drame en quatre actes[12] (1838)
- Jakob Wassermann : Gaspard Hauser ou la paresse du cœur (de), Paris, Grasset, 1933, Les Cahiers Rouges, 1992; rééd. 2004, L'Harmattan  (ISBN 2907695347) (édition originale 1908).

Signalons également :
- Paul Verlaine, poème dans le recueil Sagesse, 1881.
- Georg Trakl, Kaspar Hauser Lied, poème, 1914 (dans Sebastian im Traum).
- Peter Handke, Kaspar, pièce de théâtre, 1967.
- Peter Tradowsky, Kaspar Hauser ou le combat pour l'esprit, Paris, Éditions Triades, 1985.
- René Sussan [Reouven], Un fils de Prométhée, ou Frankenstein dévoilé, Paris, Denoël, 1984. Grand Prix de l'Imaginaire de la nouvelle francophone 1985.
- Jan Bondenson, The Great Pretenders, New York, WW Norton, 2004.
- Thomas Day, L'Automate de Nuremberg, uchronie, Paris, Gallimard, 2006.
- Véronique Bergen, Kaspar Hauser ou la phrase préférée du vent, Paris, Denoël, 2006.
- Bogdan-Alexandru Stănescu (ro), L'enfance de Kaspar Hauser, Phébus, 2021.

#### Verlaine
Je suis venu, calme orphelin,

Riche de mes seuls yeux tranquilles,

Vers les hommes des grandes villes :

Ils ne m’ont pas trouvé malin.
À vingt ans un trouble nouveau

Sous le nom d’amoureuses flammes

M’a fait trouver belles les femmes :

Elles ne m’ont pas trouvé beau.
Bien que sans patrie et sans roi

Et très brave ne l’étant guère,

J’ai voulu mourir à la guerre :

La mort n’a pas voulu de moi.
Suis-je né trop tôt ou trop tard ?

Qu’est-ce que je fais en ce monde ?

Ô vous tous, ma peine est profonde :

Priez pour le pauvre Gaspard ! »

### Chansons et œuvres artistiques
- Marguerite Canal, chanson "Je suis venu calme orphelin"
- Georges Moustaki a mis en musique et a chanté le poème de Paul Verlaine (cf. ci-dessus).
- Reinhard Mey, chanteur allemand très célèbre, plus connu en France sous le nom de Frederik Mey, a composé et interprété Gaspard, une chanson qui retrace de manière quelque peu romancée, la vie de Kaspar Hauser.
- Le groupe français Chanson plus bifluorée a mis en musique le poème de Verlaine Gaspard Hauser chante dans son album dédié aux grands textes de la poésie française.
- Suzanne Vega, dans l'album Solitude standing, a également dédié une chanson à Kaspar Hauser intitulée Wooden horse (Casper Hauser's song).
- Le groupe britannique IQ a composé en 1997 un concept-album intitulé Subterranea, inspiré de l'histoire de Kaspar Hauser[13].
- The legend of Kaspar Hauser, un des titres de l'album electro Rave Age (2012) de l'artiste Vitalic.
- Pyogenesis, dans son album "a kingdom to disappear", paru le 24 février 2017, a consacré un titre sur Kaspar Hauser, " Every Man for Himself and God against All"
- François Verret : Kaspar konzert, danse-musique, 1998.
- Monument (double statue de Kaspar Hauser, en orphelin et en gentilhomme) à Ansbach, 1981.
- Monument à Ansbach, du sculpteur Jaume Plensa, 2007.
- Le festival annuel Kaspar Hauser, à Ansbach, depuis 1998[14].
- Les Tit Nassels avec la chanson Comme dit Verlaine.
- L'écrivain et journaliste Kurt Tucholsky a utilisé le pseudonyme « Kaspar Hauser » pour faire paraitre une poésie.
- Dans le film De bruit et de fureur de Jean-Claude Brisseau, Bruno apprend le poème de Verlaine en classe.
- Kaspar Hauser est cité dans la chanson Il nous reste de Laurent Voulzy dans la version collector de l'album Avril en 2002.
- Dans le livre Prospero brûle de Dan Abnett, un enfant orphelin retrouvé avec un cheval de bois pour jouet est nommé "Kasper Hawser", version stylisée du nom.
- Dans le livre de poésie kaspar de pierre de Laure Gauthier publié en 2017[15]
- Il est fait référence à Kaspar Hauser dans le tome 2 du manga Chasse au Cadavre

### Cinéma et télévision
Le cinéma a produit plusieurs films dont :
- Kurt Matull : Kaspar Hauser (1915)
- Werner Herzog : L'Énigme de Kaspar Hauser (1974)
- Peter Sehr : Kaspar Hauser (1993)
- Diane Obomsawin : Kaspar (Inspiré de la vie de Kaspar Hauser), court métrage de l'Office national du film, (2012)
- Davide Manuli : La Légende de Kaspar Hauser (2013)

- L'Orphelin de l'Europe (1958) de Stellio Lorenzi, téléfilm faisant partie de La caméra explore le temps avec André Castelot et Alain Decaux[17].
- Qui es-tu, Caspar Hauser ?, documentaire de Gabriele Wengler, avec Florian Stetter dans le rôle de Caspar Hauser, Allemagne, 2002[18]
- "kaspar de pierre", réalisation de Thierry De Mey, Eroica productions 2018, 25 minutes[19]